# Улица Воровского (Киров)
Улица Воро́вского (до 1923 года — Семёновская) — одна из крупнейших улиц в городе Кирове, имеет статус магистральной. Расположена в Первомайском и Ленинском районах Кирова. Начинается от Водопроводной улицы в районе Филармонии и заканчивается соединяясь с улицей Ульяновской.

## История
В начале XV века в районе современной Филармонии располагался двор князя Семёна (Симеона) Дмитриевича (сына суздальско-нижегородского князя Дмитрия Константиновича). В 1416 году его наследники после безуспешных попыток вернуть суздальские и нижегородские земли сдались Москве и покинули Вятку, за территорией бывшего двора, отданного «на кормление» вятским воеводам, в народе закрепилось название Семёновской пустоши. Со временем рядом с ней образовалась деревня Семёновская.
В начале XIX века растущая Вятка поглощала близлежащие поселения, в 1812 году в регулярном плане на месте бывшей пустоши появилась Хлебная площадь, а от площади своё начала брала Семёновская улица. В 1839 году на перспективе улиц Семёновской и Воскресенской (Ленина) был заложен храм во имя святого князя Александра Невского по проекту архитектора Александра Витберга. Хлебная площадь получила название Александровской.
В 1923 году Семёновская улица была переименована в улицу Вацлава Воровского, советского коммунистического деятеля и дипломата, отбывавшего ссылку в Орлове в 1899—1901 годах. В советские годы улица сильно выросла на запад. В начале 90-х планировалось её соединение с Кировской объездной автодорогой, сейчас этот проект приостановлен.
По улице проходят многие троллейбусные и автобусные маршруты (за исключением трудно проезжих участков улицы — до пересечения с улицей Урицкого и после пересечения с проспектом Строителей).

## Значимые здания и сооружения
| Номер дома / Адрес | Изображение | Описание                                                      |
| ------------------ | ----------- | ------------------------------------------------------------- |
| Урицкого, 34       |             | Телевизионная башня                                           |
| Ленина 102б        |             | Вятская филармония                                            |
| 7а                 |             | Дом и лавка купеческой вдовы Е.В. Ермолиной                   |
| 10                 |             | Здание Хлебозавода № 2                                        |
| 16                 |             | Дом Ф.И. Ухова (Дом, в котором жила скульптор З.Н. Клобукова) |
| 21                 |             | Жилой дом Павла Шельнякова                                    |
| 23                 |             | Жилой дом                                                     |
| 27                 |             | Дом П.И. Бальхозина                                           |
| 39                 |             | Администрация города Кирова                                   |
| Карла Маркса, 112  |             | Кировский государственный медицинский университет             |
| 42                 |             | Кировская областная клиническая больница                      |
| 77                 |             | Вятка-ЦУМ                                                     |
| 96                 |             | Церковь Великомученика и целителя Пантелеимона                |
|                    |             | Площадь Маршала Конева                                        |